# 検察事務官
検察事務官（けんさつじむかん）は、日本の国家公務員（公安職）の官職である。
検察庁法第27条第1項、第2項の規定により、検察庁に検察事務官を置く。検察事務官は、二級又は三級とするとされる。
検察事務官の職務義務は、検察庁法第27条第3項で、
と規定されている。
多くの事務官（例：裁判所事務官、ほか）とは異なり、強制処分（逮捕、家宅捜索など）を行う権限を有する、刑事訴訟法上の捜査機関である。

## 概説
上官の命を受けて検察庁の事務を掌り、検察官を補佐し（検察官1人に最低1人が“副官”として必ず随行する）、又はその指揮を受けて捜査を行うことを職務とする（検察庁法第27条第3項）。
検察庁の事務を行うほか、捜査機関の一つとして、被疑者の取調べ、令状の請求・執行、鑑定の嘱託などの基本的な捜査を行うこととなっている（刑事訴訟法第198条第1項、第199条、第210条、第218条、第223条）。
大日本帝国憲法下の奏任官・判任官の名残で、二級と三級の別があり、検察事務官二級となって3年を経過した者は考試の上、副検事となることができる。また、副検事から考試を経て検事（特任検事）になる者もいる。なお、この二級・三級は、俸給（給与）の級とは全く別のものである。
採用後は、本人の希望と能力により法務省（大臣官房、刑事局など）、公正取引委員会、防衛省、金融庁、証券取引等監視委員会、外務省、財務局、国税局等へ出向して職務経験することが可能である。
また、語学等が堪能であれば在外公館での勤務を命ぜられることもある。FBIが主催する研修等に参加できるなど、国際的に活動する機会もある。
検察庁外で職務を行うに当たり、関係者から呈示請求があった際に見せなければならない身分証として、旧様式警察手帳風の「検察事務官証票」を携帯している（検察庁事務章程第25条）。ただ、実物を見た人はほとんどいない。徽章は五三桐花紋（中央省庁紋章）に“検察”の字が入った物で検察官とは異なるデザインである。

## 検察事務官が任命される役職
法務省訓令である検察庁事務章程により、下記の役職には検察事務官である者が任命される。
- 事務局長
- 事務局次長
- 課長
- 室長
- 専門職 - 通訳，翻訳，採証，電信等に関する専門的事務
- 検察監査官
- 監査専門官
- 検察広報官
- 検務監理官
- 統括検務官
- 検務専門官
- 首席捜査官
- 次席捜査官
- 統括捜査官
- 主任捜査官

## 検察官事務取扱検察事務官
そのほか検察官の人員不足のため、法務大臣は、区検察庁の検察事務官にその庁の検察官としての事務を取り扱わせている（検察官事務取扱検察事務官、検察庁法36条）。検察官事務取扱検察事務官、略して検取という。軽微な事件の取調べが主な仕事である。

## 検察事務官の採用
検察事務官は、人事院の行う国家公務員採用一般職試験（大卒程度試験）又は同一般職試験（高卒者試験）の合格者から、各地方検察庁単位で採用・任官される。

## 検察事務官を描いた作品
- HERO (テレビドラマ)
- 検事の死命
- 検察側の罪人